# Инфантьев, Порфирий Павлович
Порфирий Павлович Инфантьев (7 [19] февраля 1860, Варлаково, Оренбургская губерния — 18 сентября 1913, Новгород) — русский прозаик,  этнограф, участник революционного движения.

## Биография
Порфирий Инфантьев родился 7 (19) февраля 1860 года  в семье священника в селе Варлаково Воскресенской волости Челябинского уезда Оренбургской губернии, ныне село входит в Мишкинский муниципальный округ Курганской области.
Учась в последнем классе Троицкой гимназии Троицкого уезда Оренбургской губернии, принимал активное участие в работе нелегального кружка руководимого известным революционером-народником П. А. Голубевым. Соучениками П. Инфантьева и его товарищами-единомышленниками в эти и последующие годы жизни являлись: Николай Зобнин, Василий Харитонов, Пётр Левашов. По инициативе П. Голубева и Н. Зобнина был выпущен рекомендательный «Систематический указатель лучших книг и журнальных статей 1856—1883 годов», в составлении которого участвовал и П. Инфантьев. «Челябинский указатель» сыграл важную роль в распространении марксистской литературы во всей стране.
После окончания гимназии в 1882 году поступил на юридический факультет Императорского Казанского университета. Здесь же учился Н. Зобнин, организовавший землячество «Троичанин», объединившее бывших членов подпольного кружка Троицка. П. Инфантьев принял участие в волнениях казанских студентов и в 1884 году перевёлся в Императорский Санкт-Петербургский университет, где посещал социал-демократический кружок Д. Благоева и принимал участие в издании первой в России социал-демократической газеты «Рабочий».
Благоевцы пытались установить постоянную связь с группой «Освобождение труда» в Женеве, Швейцария. Ответ из Швейцарии пришел после ареста Д. Благоева, где сообщалось, что группа «Освобождение труда» относится к группе Благоева дружественно и готова оказывать ей всяческую помощь. Тогда в Женеву был послан П. Инфантьев.
В 1885 году поступил в Женевский университет и активно участвовал в работе революционных эмигрантских кружков. Жил в одной квартире с соучеником по Троицкой гимназии Петром Левашовым и деятелем польского освободительного движения Антоном Гнатовским.
В 1887 году был выслан за пределы Швейцарии «за связь с русскими государственными преступниками». В 1889 году на российской пограничной станции арестован. Год просидел в Варшавской крепости с обвинением «подготовка бомб в Цюрихе». Летом по этапу был переправлен в Санкт-Петербург, осуждён на год заключения в одиночной камере тюрьмы «Кресты» (об этом этапе жизни в 1907 году выпустил книгу «Кресты»), с последующей высылкой на Урал под гласный надзор полиции. В ссылке начал заниматься журналистикой, активно сотрудничал и в столичных газетах. В 1891 году работал в городе Екатеринбурге в газете «Екатеринбургская неделя». В Оренбурге под псевдонимом П. Павлович издал книгу стихов «Огоньки».
В 1892 году совершил вместе с К. Д. Носиловым, своим дальним родственником, путешествие на Северный Урал по реке Конде, о чём написал свой первый этнографический очерк «Путешествие к лесным людям».
В 1899 году ещё раз проходил по политическому процессу, затем жил в Новгороде. Был секретарём редакции «Записки Новгородского губернского земства». Последние годы жизни провёл в Санкт-Петербурге, выпускал журнал «Заветы».
Порфирий Инфантьев умер 18 сентября 1913 года в городе Новгороде Новгородской губернии, ныне город Великий Новгород — административный центр Новгородской области.

## Литературное творчество
Издал около сорока книг по этнографии, посвященных бурятам, чувашам, гилякам, камчадалам, сибирякам.
Историкам научной фантастики известен как автор повести «На другой планете» (исходное авторское название «Обитатели Марса», 1896; опубликовано в подцензурном варианте в 1901), второго в русской литературе (после романа «В океане звёзд» А. Лякидэ) «путешествия» на Марс. Описанный в повести способ межпланетного сообщения предвосхитил некоторые новейшие произведения — землянин и марсианин обмениваются разумами. Хотя главы, повествующие о социальном строе на Марсе,  были изъяты из повести цензурой. Из сохранившегося в фонде Цензурного комитета авторского текста видно, что в книге было описано социалистическое общество, с преимущественным развитием науки и технологии.
Газета «Екатеринбургская неделя» публиковала его стихи, позднее изданные отдельным сборником «Огоньки». Кроме стихов в этой же газете опубликовано много поэтических и прозаических переводов П. Инфантьева, особенно с французского языка.

## Произведения
- Павлович П. Огоньки. — Оренбург.
- Инфантьев, П. П. Путешествие к лесным людям. — М., 1898. — 64 с. (недоступная ссылка)
- Инфантьев, П. П. На другой планете : Повесть из жизни обитателей Марса : [С подробной карт. планеты Марса]. — Новгород, 1901.
- Инфантьев, П. П. Амур напроказил : Комедия-шутка в 3 д. П. Инфантьева. — Новгород, 1901. — 16 с.
- Инфантьев, П. П. Блуждающий огонек : Стихотворения. — Новгород, 1901. — 77 с.
- Инфантьев, П. П. Зауральские рассказы. — М., 1903. — 84 с.
- Инфантьев, П. П. Враги : Рассказ из Рус.-яп. войны. — М., 1906. — 24 с.
- Инфантьев, П. П. Вогулы; Месть шамана; Вор : Очерк : Ист. рассказ : Рассказ из жизни вогулов. — СПб., 1907. — 62 с. — (Читальня народной школы : Журн. с картинками).
- Инфантьев, П. П. "Кресты" : (С.-Петерб. одиноч. тюрьма) : Из личных воспоминаний. — М., 1907. — 127 с.
- Инфантьев, П. П. Айша : Рассказ из татар. жизни. — СПб., 1908. — 48 с. — (Читальня народной школы : Журн. с картинками).
- Инфантьев, П. П. Башкиры; Жена Ахмета : Очерк : Рассказ из башк. жизни. — СПб., 1908. — 32 с. — (Читальня народной школы : Журн. с картинками).
- Инфантьев, П. П. Калмыки; Замьян : Очерк : Рассказ из калмыц. жизни. — СПб., 1908. — 68 с. — (Читальня народной школы : Журн. с картинками).
- Инфантьев, П. П. Коряки; Маленькие китоловы : Очерк : Из жизни коряков. — СПб., 1908. — 48 с. — (Читальня народной школы : Журн. с картинками).
- Инфантьев, П. П. Чукчи; Смерть Омулина : Очерк : Из жизни чукчей. — СПб., 1908. — 34 с. — (Читальня народной школы : Журн. с картинками).
- Инфантьев, П. П. Беркут Галея : Рассказ из жизни киргизов. — М., 1909. — 24 с. — (Школьная библиотека).
- Инфантьев, П. П. На мурманских промыслах. — СПб., 1909. — 52 с. — (Читальня народной школы : Журн. с картинками).
- Инфантьев, П. П. Остяки; Дети сироты : Очерк : Из жизни остяков. — СПб., 1909. — 52 с. — (Читальня народной школы).
- Инфантьев, П. П. Сибирские рассказы. — М., 1909. — 160 с. — (Библиотека для семьи и школы).
- Инфантьев, П. П. Хаяр-кереметь : Из жизни чувашей. — СПб., 1909. — 22 с. — (Читальня народной школы : Журн. с картинками).
- Инфантьев, П. П. Эскимосы; Полярный Робинзон : Очерк : Рассказ из жизни эскимосов. — СПб., 1909. — 68 с. — (Читальня народной школы : Журн. с картинками).
- Инфантьев, П. П. Этнографические рассказы : Из жизни татар, киргизов, калмыков, башкир, вогулов и самоедов. — СПб., 1909. — 262 с.
- Инфантьев, П. П. Путешествие в страну вогулов. — СПб., 1910.
- Инфантьев, П. П. Этнографические рассказы : Из жизни татар, киргизов, калмыков, башкир, вогулов и самоедов. — СПб., 1910. — 198 с.
- Инфантьев, П. П. Эскимосы; Полярный Робинзон : [Очерк : Рассказ из жизни эскимосов]. — Петроград, 191?. — 68 с.
- Инфантьев, П. П. Враги : Рассказ из рус.-яп. войны. — М., 1911. — 31 с.
- Инфантьев, П. П. Дети-сироты; Остяки : Рассказ из жизни остяков : Очерк. — СПб., 1911. — 36 с. — (Земля и люди : Геогр. б-ка. Жизнь народов России/[Соч.] П. Инфантьева).
- Инфантьев, П. П. Женитьба Пакангура; Камчадалы : Из жизни камчадалов : Очерк. — СПб., 1911. — 27 с. — (Земля и люди : Геогр. б-ка. Жизнь народов России/[Соч.] П. Инфантьева).
- Инфантьев, П. П. Жизнь народов России : [Этногр. рассказы]. — СПб., 1911-1912. — Т. 1-2. /Содерж.: I. Полярный Робинзон; Охотники за горбачами; Мурманские зуйки; Дети-сироты; Злая Кереметь; Собака хозяина гор; Женитьба Пакангура; Сухая беда. II. Тигр-людоед; Маленький купец; Первобытные грамотки; Дочь Шуленги; В амурской тайге; Соперники; Жертва вогула; Чувашская свадьба; Тамыр/
- Инфантьев, П. П. Зачарованный лес : Яп. сказка. — СПб., 1911. — 40 с.
- Инфантьев, П. П. Злая Кереметь; Чуваши : Рассказ из жизни чуваш : Очерк. — СПб., 1911. — 23 с. — (Земля и люди : Геогр. б-ка. Жизнь народов России/[Соч.] П. Инфантьева).
- Инфантьев, П. П. Мурманские зуйки; Мурман : Рассказ из жизни поморов : Очерк. — СПб., 1911. — 39 с. — (Земля и люди : Геогр. б-ка. Жизнь народов России/[Соч.] П. Инфантьева).
- Инфантьев, П. П. Охотники за горбачами; Буряты : Рассказ из жизни бурят : Очерк. — СПб., 1911. — 30 с. — (Земля и люди : Геогр. б-ка. Жизнь народов России/[Соч.] П. Инфантьева).
- Инфантьев, П. П. Первобытные грамотки : Рассказы из жизни юкагиров. — М., 1911. — 32 с. — (Б-ка "Семьи и школы").
- Инфантьев, П. П. Поездка на Белое море. — СПб., 1911. — 30 с.
- Инфантьев, П. П. Полярный Робинзон; Эскимосы : Рассказ из жизни эскимосов : Очерк. — СПб., 1911. — 51 с. — (Земля и люди : Геогр. б-ка. Жизнь народов России/[Соч.] П. Инфантьева).
- Инфантьев, П. П. Смерть собаки : Повесть для детей : [В стихах]. — СПб., 1911. — 23 с.
- Инфантьев, П. П. Собака хозяина гор; Гиляки : Рассказ из жизни гиляков : Очерк. — СПб., 1911. — 39 с. — (Земля и люди : Геогр. б-ка. Жизнь народов России/[Соч.] П. Инфантьева).
- Инфантьев, П. П. Сухая беда; Вотяки : Рассказ из жизни вотяков : Очерк. — СПб., 1911. — 32 с. — (Земля и люди : Геогр. б-ка. Жизнь народов России/[Соч.] П. Инфантьева).
- Инфантьев, П. П. В амурской тайге : Рассказ из жизни тунгусов. — СПб., 1911. — 36 с. — (Земля и люди : Геогр. б-ка. Жизнь народов России/[Соч.] П. Инфантьева).
- Инфантьев, П. П. Дочь Шуленги; Минусинские инородцы и карагасы в частности : Рассказ из жизни карагасов : Очерк. — СПб., 1912. — 28 с. — (Земля и люди : Геогр. б-ка. Жизнь народов России/[Соч.] П. Инфантьева).
- Инфантьев, П. П. Жертва вогула; Чары шаманов; Вогулы : Рассказ из жизни вогулов : Из путевых впечатлений в стране вогулов : Очерк. — СПб., 1912. — 46 с. — (Земля и люди : Геогр. б-ка. Жизнь народов России/[Соч.] П. Инфантьева).
- Инфантьев, П. П. Камчатка, её богатство и население : Сост. по акад. С. Крашенинникову, Н. Слюнину, В. Тюшову и др. — СПб., 1912. — 96 с. — (Землеописание нашей родины в популярных очерках).
- Инфантьев, П. П. Медвежий праздник : (Из жизни айнов). — СПб., 1912. — 17 с. — (Читальня народной школы : Журн. с картинками).
- Инфантьев, П. П. На родине первых людей : Приключения двух гимназистов в Сред. Азии. — СПб., 1912. — 98 с.
- Инфантьев, П. П. Новый край : (Амур. область) : Сост. по фактам, цифрам и наблюдениям, собр. на Дальнем Востоке сотр. общезем. орг., излож. в кн. "Приамурье", изд. 1909 г.; по некоторым, еще не опубл. материалам Амур. экспедиции 1910 г.; по кн. В.А. Саханского "Очерк Амурской области", изд. 1909 г. и др. источникам. — СПб., 1912. — 76 с. — (Землеописание нашей родины в популярных очерках).
- Инфантьев, П. П. Первобытные грамотки; Юкагиры : Рассказ из жизни юкагиров : Очерк. — СПб., 1912. — 33 с. — (Земля и люди. Географическая библиотека, Жизнь народов России/[Соч.] П. Инфантьева).
- Инфантьев, П. П. Соперники; Тунгусы : Рассказ из жизни орочон : Очерк. — СПб., 1912. — 34 с. — (Земля и люди. Географическая библиотека, Жизнь народов России/[Соч.] П. Инфантьева).
- Инфантьев, П. П. Тамыр; Хива и её население : Рассказ из жизни среди туркмен и хивинцев : Очерк. — СПб., 1912. — 48 с. — (Земля и люди. Географическая библиотека, Жизнь народов России/[Соч.] П. Инфантьева).
- Инфантьев, П. П. Тигр-людоед; Гольды : Рассказ из жизни гольдов : Очерк. — СПб., 1912. — 26 с. — (Земля и люди. Географическая библиотека, Жизнь народов России/[Соч.] П. Инфантьева).
- Инфантьев, П. П. Чувашская свадьба; Чуваши : Рассказ из жизни чуваш : Очерк. — СПб., 1912. — 37 с. — (Земля и люди. Географическая библиотека, Жизнь народов России/[Соч.] П. Инфантьева). (недоступная ссылка)
- Инфантьев, П. П. Вор : Из жизни вогулов. — М., 1915. — 15 с. — (Дешевая библиотека для семьи и школы).
- Инфантьев, П. П. Враги : Рассказ из рус.-яп. войны. — М., 1915. — 31 с. — (Школьная библиотека).
- Инфантьев, П. П. Беркут Галея : Рассказ из жизни киргизов. — М., 1916. — 24 с. — (Школьная библиотека).
- Инфантьев, П. П. В плену у хивинцев : Рассказ. — М., 1916. — 56 с.
- На другой планете: Повесть из жизни обитателей Марса // [publ.lib.ru/ARCHIVES/I/INFANT'EV_Porfiriy_Pavlovich/ Помочь можно живым: сборник фантастики]. — М., 1990. — С. 409-480.
- Инфантьев, П. П. Путешествие в страну вогулов. — Тюмень, 2003. — 198 с. — (Югорский репринт). — ISBN 593020165X.

## Семья
- Дед, Пётр Яковлев Инфантьев, священник села Щучьего.
  - Отец, Павел Петров Инфантьев (15 (27) июня 1827 года, с. Богородское Уфимского уезда — ?), с 1852 года священник в селв Варлаково.
  - Мать Екатерина Клавдиевна (урожд. Попова)
    - Брат Василий (ок. 1853—?), учился в юнкерском училище.
    - Брат Клавдий (ок. 1858—?), учился в Екатеринбургском Алексеевском училище.
    - Брат Георгий (ок. 1863—?).
    - Брат Александр (ок. 1865—?), учился в Троицкой гимназии.
    - Сестра Мария (ок. 1868—?)
    - Сестра Анна (ок. 1870—?)
    - Брат Виктор (ок. 1872—?)
    - Брат Григорий (ок. 1874—?)
    - Брат Николай
      - Племянник Вадим Николаевич Инфантьев (1921—1980) — советский писатель-маринист.